# F. Griffith Pearson
Pour les articles homonymes, voir Pearson.
F. Griffith Pearson, né le 7 juillet 1926 à Toronto, est un chirurgien thoracique canadien, ayant contribué à la standardisation de la stadification des cancers du poumon avant traitement, notamment par médiastinoscopie. Avec Hermes Grillo, il est considéré comme l'un des fondateurs de la chirurgie moderne de la trachée et a laissé son nom à l'opération de Pearson réalisée dans les sténoses laryngo-trachéales.